# Teorema căsătoriilor
Teorema căsătoriilor este rezultatul fundamental al combinatoricii. Această teoremă a fost demonstrată de matematicianul englez Philip Hall în anul 1935 și mai e cunoscută și ca teorema reprezentanților distinși sau teorema lui Hall.